# 通济桥 (金华市)
29°06′01″N 119°38′47″E / 29.10028°N 119.64639°E
通济桥俗称金华大桥，是位于中国浙江省金华市婺城區的一座石拱桥。广义上的通济桥指通济桥和城南桥。该桥横跨婺江两岸，连接金华市区婺城区江南江北两大商业中心。大桥南与八一南路连接、北和八一北街与回溪街相连，附近有黄宾虹公园和五百滩公园。现为浙江省文物保护单位。

## 历史
在宋代时，通济桥处有浮桥，始建年份不详，俗称“下浮桥”。但遇洪水屡为毁坏。元朝大德四年（1300年），僧人及庵禅师建议该建石桥，并为造桥筹措经费。五年半后，11个石质桥墩始成，但及庵因积劳成疾逝世，大桥建造陷入停顿。多年后，西峰寺住持云龙继续修建通济桥。于元元统二年(1334年)，由浙东宪使徐夷奏请营造通济桥，至正二年(1342年)4月建成石墩木梁12孔大桥。
当时的通济桥为11孔石质墩木梁桥。石质桥墩墩形西面正方而东面小椭，以减少水流对桥体的冲击。桥上建有廊室50间，供奉禅宗佛像。桥墩高出水面41尺，桥面高出桥墩8尺，桥全长780尺，为当时世界上少有之大型桥梁。
清朝嘉庆十四年（1809年），通济桥被延长至13孔。桥面上屋瓦被移去，桥面两边加筑石栏。1922年桥面曾作微小维修，1938年修建金兰公路时将桥面改为可通行汽车的公路桥:470。
通济桥在1940年日军进攻金华期间遭其军机轰炸，正巧1-5孔被毁，并于当年9月20日修复。1942年国军将主桥北侧5-7三孔炸毁以阻日军。炸毁桥墩于1947年以上铺工字钢和木板作简单修复，勉强可维持通车:470。

### 改造与拓宽
1949年后，桥面进行加固加宽，以适应增长的交通承重要求。通济桥婺江北岸增建了二孔石拱（旱桥）跨越婺江西路。1960年6月正式修复中日战争期间被毁的三孔，并将主桥面进行改造：设双向车行道6米及两座人行道各1.8米；桥面首次通电，设置了花树形路灯。桥面中间设为机动车车行道。桥面两旁设为人行道，于1961年完工:470。
1972年，通济桥2、3、4三墩被发现出现裂缝，且部分已被江水淘空。修复工程于1977年10月开始，以墩身、拱座、拱圈的顺序依次加固，于1979年三月竣工:471。
通济桥、五百滩南设有婺江的排洪水道龙渎河，并设有过水道路连接五百滩和江南地区。当发生洪水时该过水道路会被淹没导致交通受阻，因此1980年开工新建跨越龙渎河的城南桥，于1982年9月竣工，10月通车，为石台墩悬链线空腹式石拱结构:471。

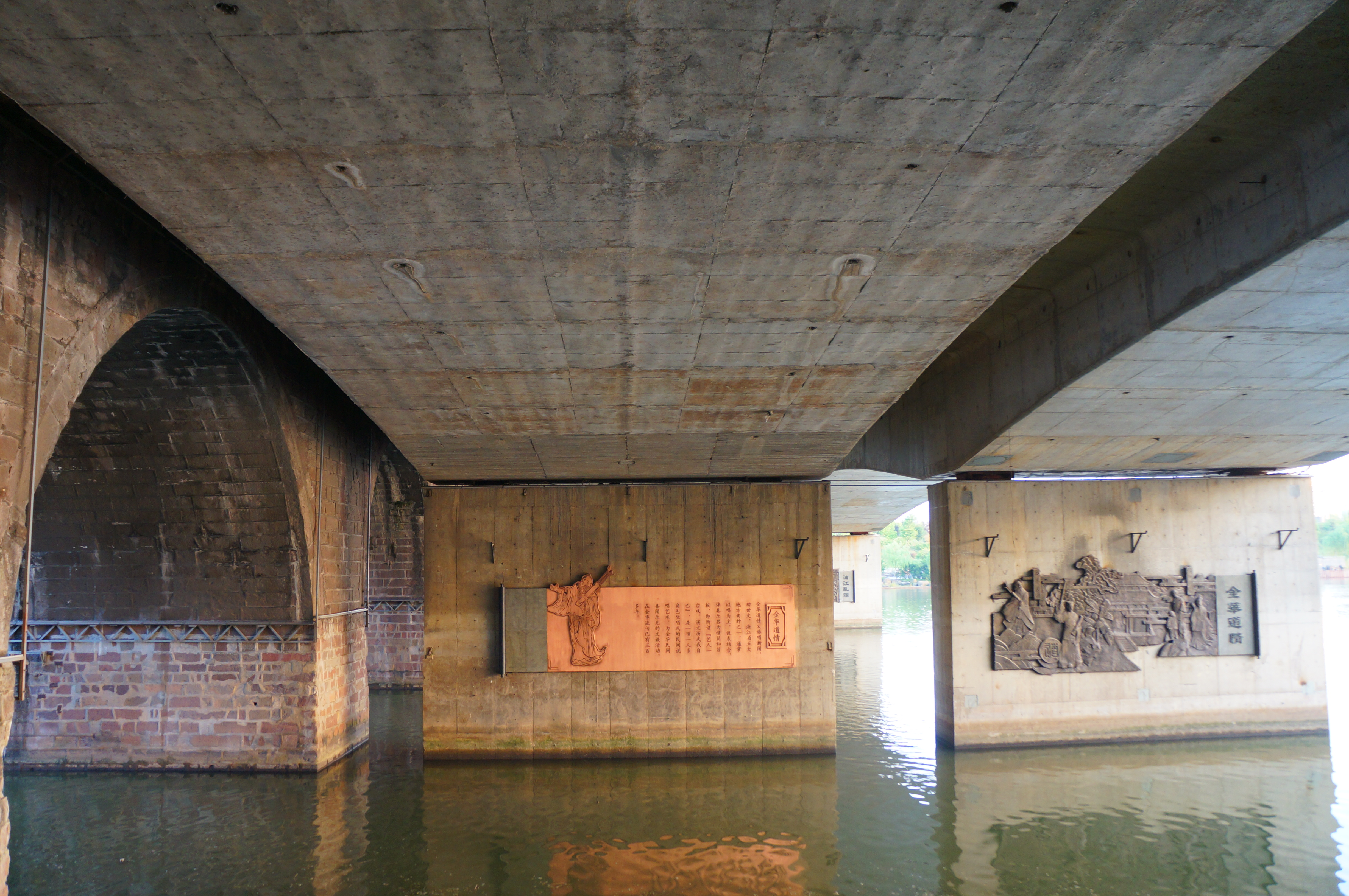
左侧为1949年整修完成的老桥，中间为1995年建设的西幅桥，右侧为2011年建成的新桥

1995年，为适应金华开发区成立后不断增长的南北交通需求，通济桥进一步加固拓宽。拓宽工程在原石拱桥西侧新修五孔一联预应力砼连续箱梁桥（西幅桥）。新建桥面15米，长210米；同时对老桥进行整修，使桥面在拓宽工程完工后平均宽度有24.5米，桥体全长约380米。
2010年金华市政府再次对通济桥进行拼宽改造工程。此次工程在1995年完工西幅桥的西侧再新建一座706米的新桥，并新增往五百滩的辅道。完工后的桥组共设双向六车道，另外还新增两个非机动车道和两条人行道。

## 交通
通济桥目前为双向六车道，并设有两条非机动车道和两条人行道。西侧2011年建成的新桥设北向南三车道、非机动车道和行人道。西幅桥设南向北两车道，老桥南向北一车道、行人道和非机动车道。其中桥面双向最外侧车道为BRT公交专用道，每日（含节假日）6:00-22:30时段BRT专用，22:30—次日6:00允许社会车辆借道通行，其他时段为BRT车辆专用通行时间。